# 東京都近代文学博物館
東京都近代文学博物館（とうきょうと きんだいぶんがくはくぶつかん）とは、東京都目黒区の駒場公園内にあった文学館である。加賀藩主であった旧前田侯爵家の本邸であった洋館を利用し、1967年4月に隣接する日本近代文学館と同時開館した。
- 2002年3月に閉館し、資料は日本近代文学館や日本現代詩歌文学館、実践女子大学などへと移された[1]。
- 建物は1991年3月に「旧前田家本邸（洋館）」として東京都指定有形文化財（建造物）を経て、2013年8月に国の重要文化財に指定された。月曜日、火曜日を除く日や祝祭日には無料で見学できる[2]。